# 良浜
良浜（2000年9月6日—）是一隻旅日大熊猫，出生於日本和歌山冒險世界，是首隻在該動物園出生的大熊貓。父為大熊貓哈蘭，母為大熊貓梅梅，有8個兄弟姊妹。她與大熊貓永明共有10名孩子。